# Сепеш, Бела
Бела Сепеш (венг. Szepes Béla; 5 сентября 1903 — 20 июня 1986) — венгерский легкоатлет и лыжник, призёр Олимпийских игр.
Бела Сепеш родился в 1903 году в Игло. В 1918 году увлёкся лыжами, и в 1923 году стал первым чемпионом Венгрии по прыжкам с лыжного трамплина. Сепеш шесть раз становился абсолютным чемпионом Венгрии по лыжам в годы, когда это звание присуждалось по сумме выступлений в лыжных гонках и горных лыжах. В 1924 году он принял участие в Олимпийских играх в Шамони, но не добился результатов ни в лыжных гонках, ни в лыжном двоеборье.
В 1919 году Бела Сепеш также стал заниматься метанием копья, и с 1925 по 1931 годы ежегодно становился чемпионом Венгрии, а в 1925, 1927 и 1929 годах выигрывал чемпионат Великобритании. В 1928 году он принял участие в Олимпийских играх в Амстердаме, где завоевал серебряную медаль.
В 1926 году Бела Сепеш окончил Университет искусств и дизайна, после чего переехал в Берлин, где работал журналистом и карикатуристом. В 1933 году он вернулся в Венгрию, где стал работать лыжным тренером, а впоследствии — журналистом и редактором. После Второй мировой войны стал художником, в 1960-е годы переключился на скульптуру, выставлялся в Майнце, Роттердаме и Мюнхене.